# 希蒙·帕尔
希蒙·帕尔（匈牙利語：Simon Pál，1891年12月31日—1956年1月15日），匈牙利男子田径运动员，主攻短跑。他曾代表匈牙利参加1908年夏季奥林匹克运动会田径比赛，获得男子1600米混合接力铜牌。